# 菅原絵梨奈
菅原 絵梨奈（すがわら えりな、1993年6月12日 - ）は、日本の女子バスケットボール選手である。秋田県出身。ポジションはセンターフォワード。Wリーグの新潟アルビレックスBBラビッツ所属。

## 来歴
桜花学園高校在学中、U18アジアカップ日本代表に選出される。
卒業後、日立ハイテクに入社。ルーキーで唯一オールスターに選出された。
2019年オフ、新潟へ移籍。

## 経歴
- 桜花学園高 - 山梨学院大 - 日立ハイテク（2016年〜2019年） - 新潟（2019年〜）

## 日本代表歴
- 2009年U16アジアカップ